# 할례 흉터
할례 흉터(Circumcision scar)는 할례를 받은 남성에게서 할례 받은 상처가 아물고 난 후의 흉터를 가리킨다.  어떤 경우에는 흉터가 더 어두운 색으로 되어 있을 수 있고, 어떤 경우에는 음경의 해면체를 둘러싸게 될 것이다.

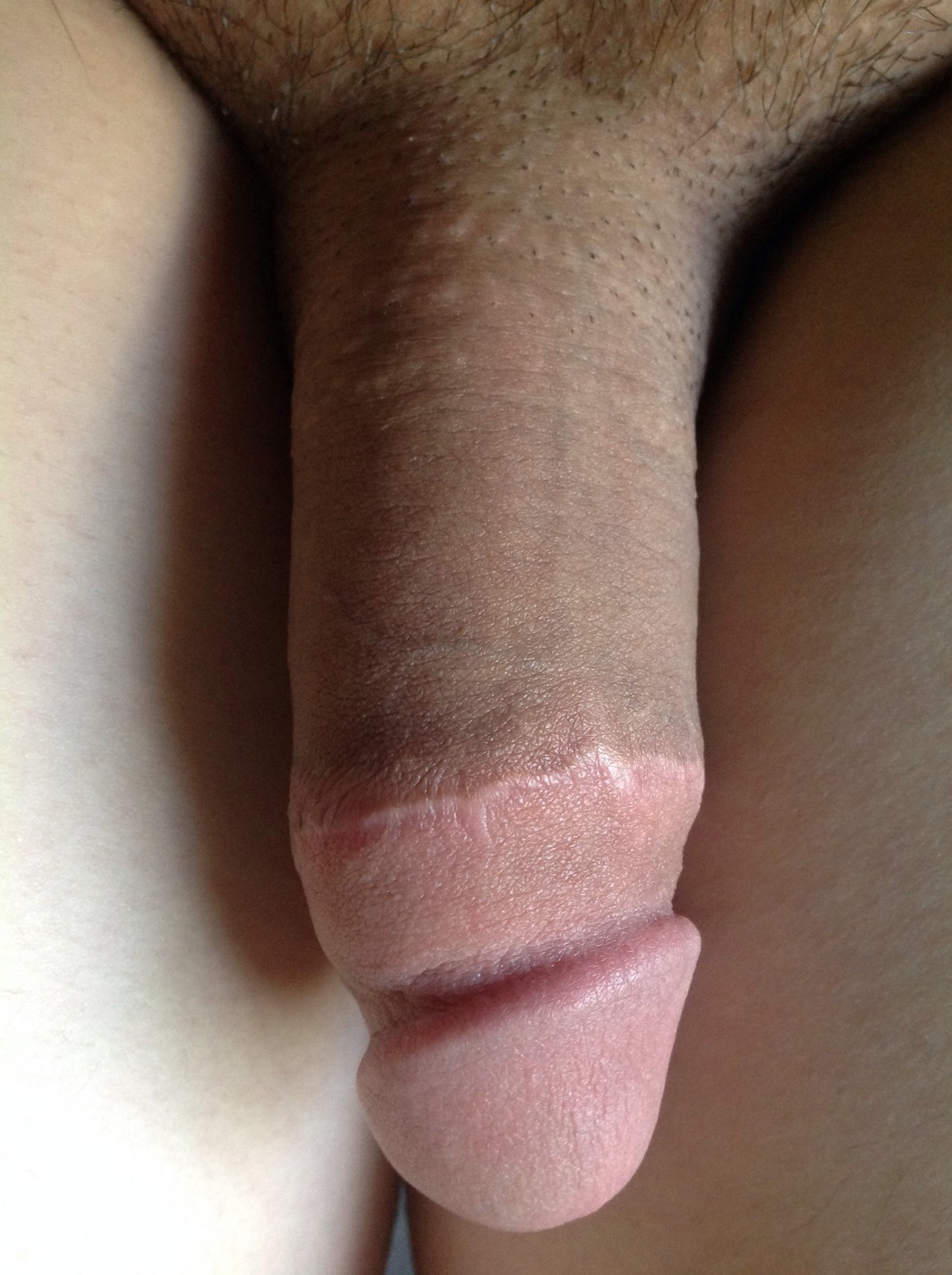

## 모양

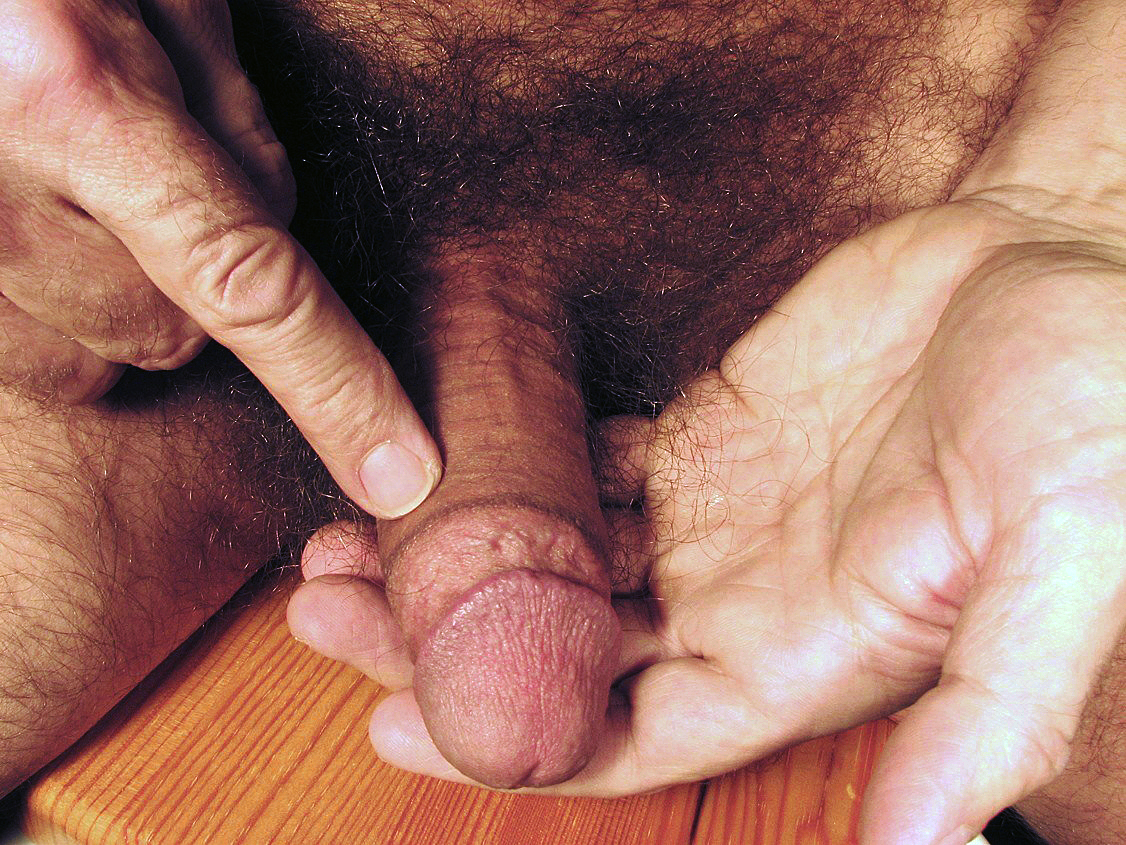

이 포피 잔해는 귀두와 할례 흉터 사이에 놓여 있는 점막으로, 서로 다른 조직이 함께 치유되는 결과를 초래한다.  성인 할례에서는 소경의 일부가 그대로 남아 있을 수 있다. 포피 잔여물은 건조한 점막이며 종종 다른 음경피부와 다른 색과 질감을 가질 수 있다.  일부 할례 흉터는 음경해면체에 현저한 색상 차이를 초래한다.분홍빛이나 연한 빛깔이 될 수 있으며, 일반적으로 건조한 환경으로부터 보호하기 위해  케라틴으로 덮이게 된다.
할례 흉터의 특징은 흔히 사용된 기법에 따라 달라진다. 해면체에 있는 흉터의 위치는 고정하기 전에 앞쪽으로 얼마만큼의 포피가 당겨졌는지에 따라 달라진다. 봉합을 이용한 개방형 수술 기법은 봉합이 놓여진 곳에 고르지 않은 흉터를 유발할 수 있다. 신생아의 경우 봉합할 필요가 없으므로 미세하고 고른 흉터가 생길 수 있다. 봉합 없이 신생아 기간 후 절개하면 균일하고 원주적인 흉터가 생기는 경우가 많다.(봉합 대신 시아노아크릴레이트 조직 접착제를 사용하는 기술, 이차적 의도에 의해 치유되는 플라스티벨과 같은 기술)

## 할례흉터의 문제점들
흉터를 보고 절단된 포피 신경이 어떻게 되는지에 대해서는 약간의 논란이 있다. 신 외 연구진(1997)은 신경이 재생되어 새로운 수용체를 형성한다고 제안한다. 그러나 병리학자 콜드 앤드 테일러(1999)는 다음과 같이 보고한다 : "남성 할례 흉터의 역사학에서는 절단 신경종, 슈완 세포증식, 다양한 크기의 신경세포의 전구채집을 보여준다.절단 신경세포는 정상적인 감각을 매개하지 않으며 통증을 유발하는 것으로 악명이 높다." 그 흉터에서는 세 건의 음경암 환자가 발생했다.

## 같이 보기
- 할례